# 齊宣王
齊宣王（約前350年—前301年），本名田辟疆，戰國時代齊國國君，齊威王之子。

## 生平

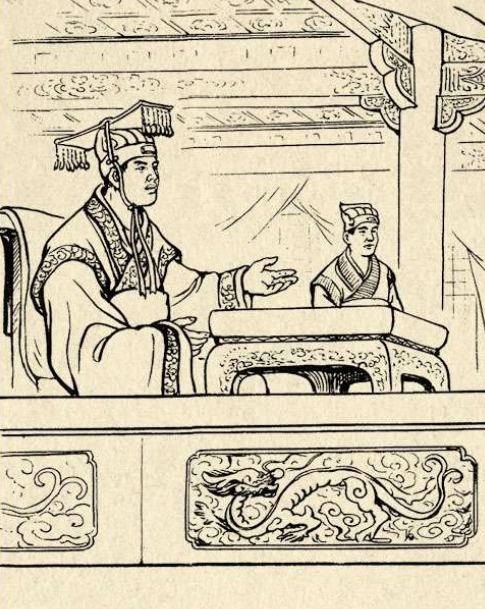
连环画《孙庞斗智》中的齐宣王画像

前314年，燕國燕王噲禪讓王位給宰相子之，太子平被迫起兵奪回權力，反而被殺。齊宣王乘此大亂，派匡章率軍攻破燕國，燕王噲被殺，宰相子之逃亡，后被齊人抓住做成肉醬。此時齊宣王向孟子請教稱霸天下的方法，孟子因勢利導，游說齊宣王棄霸道而行王道，但是齐宣王没有听从，反而军纪败坏、掠夺民财，導致燕人叛亂，不久齊軍就在赵、魏、韩、楚、秦等国的压力下被迫撤军，而燕人則共立公子職，是为燕昭王，齊宣王感嘆：「吾甚慚於孟子。」
前312年，齐宣王杀王后，后娶钟离春（鍾無艷）为后。相傳钟离春是一位樣貌奇醜的女子。

## 家庭
父母
- 齊威王田因齊

兄弟
- 靖郭君田嬰
- 郊師（《《戰國策·齊策·靖郭君謂齊王》》）

妻妾
- 齊宣王后（？-前312年，《史記索隱·田世家》引《紀年》，陳逢衡《竹書紀年集證》認為是齊宣王之母）
- 鍾離春（《列女傳·辯通傳·鍾離春》）
- 夏迎春（传说，不见于史料）

子女
- 齊湣王田遂
- 田通[1]

## 影视形象
電影：
- 《鍾無艷》 - 1939年香港電影，新馬師曾 饰
- 《鍾無艷》 - 1955年香港電影，歐陽儉 饰
- 《鍾無艷 (電影)》 - 2001年香港電影，梅艷芳 饰

電視劇：
- 《有事鍾無艷》 - 1955年粵語長片，林家聲 饰
- 《鍾無艷》 - 香港無綫電視1985年作品，李龍基 饰
- 1994年中国电视剧《東方小故事之濫竽充數》：蔡銘 饰
- 1994年中国电视剧《东周列国战国篇》：王明禮 饰
- 1999年中国电视剧《屈原》：张山 饰
- 2000年中国电视剧《孙子兵法与三十六计》：姜涛 饰
- 《我愛鍾無艷》 - 2004年香港電視劇，主演：羅嘉良 饰
- 《鍾無艷》 - 明道 饰
- 《東西宮略》 - 香港無綫電視2012年作品，郭晋安 饰
- 2017年中国电视剧《思美人》：宗峰岩 饰

流行曲：
- 《鍾無艷》 - 由林夕作詞、Christopher Chak作曲，謝安琪演唱
- 《無顏女》 - 徐良作詞，徐良、金若晨作曲，徐良、小凌演唱